# Liste des médaillés olympiques en curling
Le curling est un sport d'équipe qui est disputé aux Jeux olympiques d'hiver. Le tournoi masculin a eu lieu pour la première fois lors des Jeux olympiques d'hiver de 1924 avant d'être retiré du programme officiel jusqu'au Jeux de 1988. Durant 82 ans, le tournoi de 1924 a été considéré comme un sport de démonstration, de fait les médailles n'étaient pas prises en compte par le Comité international olympique. Le tournoi a été remporté par une équipe du Royal Caledonian Curling Club, un club écossais, qui représentait la Grande-Bretagne. En 2006, le journal écossais The Herald a mené une enquête qui a trouvé des preuves montrant que le curling avait fait partie du programme officiel des premiers Jeux d'hiver. Le CIO a alors reconnu les trois premières équipes médaillées.
Bien que ne faisant pas partie du programme officiel, le curling a été inclus aux Jeux en tant que sport de démonstration en 1932, 1988 et 1992.
Au total, 132 athlètes ont remporté une médaille en curling et seulement sept en ont remporté deux. En 2010, les Suédoises Anna Le Moine, Cathrine Lindahl, Eva Lund et Anette Norberg sont devenues les premiers joueurs de curling a remporté deux médailles d'or olympiques consécutives. Le Canadien Kevin Martin (une en or et une argent), le Norvégien Torger Nergård (une en or et une argent) et la Suissesse Mirjam Ott (deux en argent) ont également remporté deux médailles. De plus, Norberg a remporté une médaille d'argent en 1988, quand le curling était un sport de démonstration.
Depuis le retour du curling au programme officiel des Jeux olympiques d'hiver, les équipes canadiennes ont été couronnés, remportant deux médailles à chaque édition des Jeux olympiques pour un total de cinq médailles d'or, trois d'argent et deux de bronze. La Suisse est le seul autre pays à avoir remporté au moins une médaille à chaque édition depuis 1998 avec une médaille d'or, deux d'argent et une de bronze. Les autres médailles d'or ont été remportés par la Grande-Bretagne, la Norvège et la Suède. Un total de vingt-sept médailles (neuf de chaque métal) ont été attribués depuis 1924 et ont été remportées par les équipes de dix comités nationaux olympiques.

## Tournoi masculin
| Édition                                 | Or | Argent | Bronze |
| --------------------------------------- | --- | --- | --- |
| Chamonix 1924                           | Grande-Bretagne (GBR) D. G. Astley William Brown Laurence Jackson William K. Jackson John McLeod Thomas Murray John T. S. Robertson-Aikman Robin Welsh | Suède (SWE) Johan Petter Åhlén D. G. Astley Carl Axel V. Kronlund Ture Ödlund Carl Wilhelm Petersén Carl-Axel Pettersson Erik O. Severin Karl-Erik Wahlberg Victor Wetterström | France (FRA) Henri Aldebert Georges André Pierre Canivet Fernand Cournollet Armand Isaac-Bénédic Robert Planque |
| De Saint-Moritz 1928 à Lillehammer 1994 | Non inscrit au programme olympique | Non inscrit au programme olympique | Non inscrit au programme olympique                                                                              |
| Nagano 1998                             | Suisse (SUI) Dominic Andres Patrick Hürlimann Patrik Lörtscher Daniel Müller Diego Perren                                                              | Canada (CAN) Mike Harris Richard Hart George Karrys Collin Mitchell Paul Savage                                                                                                | Norvège (NOR) Anthon Grimsmo Stig-Arne Gunnestad Eigil Ramsfjell Jan Thoresen Tore Torvbråten                   |
| Salt Lake City 2002                     | Norvège (NOR) Bent Ånund Ramsfjell Flemming Davanger Torger Nergård Pål Trulsen Lars Vågberg                                                           | Canada (CAN) Don Bartlett Kevin Martin Carter Rycroft Ken Tralnberg Don Walchuk                                                                                                | Suisse (SUI) Markus Eggler Damian Grichting Marco Ramstein Andreas Schwaller Christof Schwaller                 |
| Turin 2006                              | Canada (CAN) Mike Adam Brad Gushue Russ Howard Jamie Korab Mark Nichols                                                                                | Finlande (FIN) Kalle Kiiskinen Wille Mäkelä Teemu Salo Jani Sullanmaa Markku Uusipaavalniemi                                                                                   | États-Unis (USA) Scott Baird Pete Fenson Joe Polo Shawn Rojeski John Shuster                                    |
| Vancouver 2010 Résultats détaillés      | Canada (CAN) Adam Enright Ben Hebert Marc Kennedy Kevin Martin John Morris                                                                             | Norvège (NOR) Thomas Løvold Torger Nergård Christoffer Svae Thomas Ulsrud Håvard Vad Petersson                                                                                 | Suisse (SUI) Markus Eggler Jan Hauser Toni Müller Ralph Stöckli Simon Strübin                                   |
| Sotchi 2014 Résultats détaillés         | Canada (CAN) Caleb Flaxey Ryan Fry E. J. Harnden Ryan Harnden Brad Jacobs                                                                              | Grande-Bretagne (GBR) Scott Andrews Tom Brewster Greg Drummond Michael Goodfellow David Murdoch                                                                                | Suède (SWE) Niklas Edin Oskar Eriksson Viktor Kjäll Sebastian Kraupp Fredrik Lindberg                           |
| Pyeongchang 2018 Résultats détaillés    | États-Unis (USA) John Shuster John Landsteiner Matt Hamilton Tyler George Joe Polo                                                                     | Suède (SWE) Niklas Edin Oskar Eriksson Rasmus Wranå Christoffer Sundgren Henrik Leek                                                                                           | Suisse (SUI) Peter de Cruz Benoît Schwarz Claudio Pätz Valentin Tanner Dominik Märki                            |
| Pékin 2022 Résultats détaillés          | Suède (SWE) Niklas Edin Oskar Eriksson Rasmus Wranå Christoffer Sundgren Daniel Magnusson                                                              | Grande-Bretagne (GBR) Bruce Mouat Grant Hardie Bobby Lammie Hammy McMillan Jr. Ross Whyte                                                                                      | Canada (CAN) Brad Gushue Mark Nichols Brett Gallant Geoff Walker Marc Kennedy                                   |

## Tournoi féminin
| Édition                              | Or                                                                                            | Argent                                                                                                | Bronze                                                                                             |
| ------------------------------------ | --------------------------------------------------------------------------------------------- | --- | -------------------------------------------------------------------------------------------------- |
| Nagano 1998                          | Canada (CAN) Jan Betker Atina Ford Marcia Gudereit Joan McCusker Sandra Schmirler             | Danemark (DEN) Jane Bidstrup Helena Blach Lavrsen Dorthe Holm Margit Pörtner Trine Qvist              | Suède (SWE) Elisabet Gustafson Margaretha Lindahl Louise Marmont Katarina Nyberg Elisabeth Persson |
| Salt Lake City 2002                  | Grande-Bretagne (GBR) Deborah Knox Fiona MacDonald Rhona Martin Margaret Morton Janice Rankin | Suisse (SUI) Laurence Bidaud Luzia Ebnöther Tanya Frei Mirjam Ott Nadia Röthlisberger                 | Canada (CAN) Kelley Law Diane Nelson Cheryl Noble Julie Skinner Georgina Wheatcroft                |
| Turin 2006                           | Suède (SWE) Ulrika Bergman Cathrine Lindahl Eva Lund Anette Norberg Anna Svärd                | Suisse (SUI) Binia Beeli Manuela Kormann Michèle Moser Mirjam Ott Valeria Spaelty                     | Canada (CAN) Glenys Bakker Sandra Jenkins Christine Keshen Shannon Kleibrink Amy Nixon             |
| Vancouver 2010 Résultats détaillés   | Suède (SWE) Kajsa Bergström Cathrine Lindahl Eva Lund Anette Norberg Anna Svärd               | Canada (CAN) Cori Bartel Cheryl Bernard Carolyn Darbyshire Kristie Moore Susan O'Connor               | Chine (CHN) Liu Jinli Liu Yin Wang Bingyu Yue Qingshuang Zhou Yan                                  |
| Sotchi 2014 Résultats détaillés      | Canada (CAN) Jennifer Jones Kaitlyn Lawes Dawn McEwen Jill Officer Kirsten Wall               | Suède (SWE) Christina Bertrup Agnes Knochenhauer Maria Prytz Margaretha Sigfridsson Maria Wennerström | Grande-Bretagne (GBR) Vicki Adams Lauren Gray Claire Hamilton Eve Muirhead Anna Sloan              |
| Pyeongchang 2018 Résultats détaillés | Suède (SWE) Anna Hasselborg Sara McManus Agnes Knochenhauer Sofia Mabergs Jennie Wåhlin       | Corée du Sud (KOR) Kim Eun-jung Kim Kyeong-ae Kim Seon-yeong Kim Yeong-mi Kim Cho-hi                  | Japon (JPN) Satsuki Fujisawa Chinami Yoshida Yumi Suzuki Yurika Yoshida Mari Motohashi             |
| Pékin 2022 Résultats détaillés       | Grande-Bretagne (GBR) Eve Muirhead Vicky Wright Jennifer Dodds Hailey Duff Mili Smith         | Japon (JPN) Satsuki Fujisawa Chinami Yoshida Yumi Suzuki Yurika Yoshida Kotomi Ishizaki               | Suède (SWE) Anna Hasselborg Sara McManus Agnes Knochenhauer Sofia Mabergs Johanna Heldin           |

## Tournoi de double mixte
| Édition                              | Or                                             | Argent                                            | Bronze                                            |
| ------------------------------------ | ---------------------------------------------- | ------------------------------------------------- | ------------------------------------------------- |
| Pyeongchang 2018 Résultats détaillés | Canada (CAN) Kaitlyn Lawes John Morris         | Suisse (SUI) Jenny Perret Martin Rios             | Norvège (NOR) Kristin Skaslien Magnus Nedregotten |
| Pékin 2022 Résultats détaillés       | Italie (ITA) Stefania Constantini Amos Mosaner | Norvège (NOR) Kristin Skaslien Magnus Nedregotten | Suède (SWE) Almida de Val Oskar Eriksson          |

## Athlètes les plus médaillés
| Rang | Athlète                | Édition    | Médaille d'or, Jeux olympiques | Médaille d'argent, Jeux olympiques | Médaille de bronze, Jeux olympiques | Total |
| ---- | ---------------------- | ---------- | ------------------------------ | ---------------------------------- | ----------------------------------- | ----- |
| 1    | Cathrine Lindahl (SWE) | 2006, 2010 | 2                              | 0                                  | 0                                   | 2     |
| 1    | Eva Lund (SWE)         | 2006, 2010 | 2                              | 0                                  | 0                                   | 2     |
| 1    | Anette Norberg (SWE)   | 2006, 2010 | 2                              | 0                                  | 0                                   | 2     |
| 1    | Anna Svaerd (SWE)      | 2006, 2010 | 2                              | 0                                  | 0                                   | 2     |
| 5    | Kevin Martin (CAN)     | 2002, 2010 | 1                              | 1                                  | 0                                   | 2     |
| 5    | Torger Nergård (NOR)   | 2002, 2010 | 1                              | 1                                  | 0                                   | 2     |
| 7    | Mirjam Ott (SUI)       | 2002, 2006 | 0                              | 2                                  | 0                                   | 2     |
| 8    | Niklas Edin (SWE)      | 2014, 2018 | 1                              | 0                                  | 1                                   | 2     |
| 8    | Oskar Eriksson (SWE)   | 2014, 2018 | 1                              | 0                                  | 1                                   | 2     |